# ديميتريا ماكيني
ديميتريا ديان ماكيني (بالإنجليزية: Demetria McKinney)‏ (ولد في 27 أغسطس 1979) هي ممثلة وعارضة أزياء ومغنية أمريكية.
خلال فترة عرضه الأولى لعبت دور البطولة في المسلسل الكوميدي "بيت باين" على قناة تي بي اس، وأُعلن عن إعادة إنتاجه عام 2020. تشمل أدوارها الأخرى في المسلسل الكوميدي "عرض ريكي سمايلي"، ومسلسل "القديسون والخطاة" على قناة باونس في وقت الذروة، ومسلسل الرعب "الخرافة" على قناة ساي فاي، بالإضافة إلى مسلسل "الوطن الأم: فورت سالم" على قناة فري فورم.
تشمل أعمالها المسرحية دور كوريتا سكوت كينغ في أوبرا "الإيقاع والبلوز آي دريم" عام 2010، وبطولة دور دينا جونز في إنتاج عام 2012 "فتيات الأحلام". لعبت ماكيني دور ويتني هيوستن في فيلم "بوبي كريستينا" عام 2017، في مجال الغناء أصدرت ألبومها الأول في عام 2017.

## روابط خارجية
- الموقع الرسمي
- ديميتريا ماكيني على موقع IMDb (الإنجليزية)
- ديميتريا ماكيني على موقع ميوزك برينز (الإنجليزية)
- ديميتريا ماكيني على موقع ديسكوغز (الإنجليزية)
- ديميتريا ماكيني على موقع قاعدة بيانات الفيلم (الإنجليزية)
- ديميتريا ماكيني في دليل التلفاز